# آدریان مانارینو
 آدریان مانارینو (انگلیسی: Adrian Mannarino؛ زادهٔ ۲۹ ژوئن ۱۹۸۸) یک تنیس‌باز اهل فرانسه است.